# Chrysopa polonica
Chrysopa polonica is een insect uit de familie van de gaasvliegen (Chrysopidae), die tot de orde netvleugeligen (Neuroptera) behoort. 
Chrysopa polonica is voor het eerst wetenschappelijk beschreven door Lurie in 1898. Het taxon geldt echter als een nomen dubium.